# 羅納德岩
羅納德岩（英語：Ronald Rock）是南極洲的岩石，位於伊利沙伯女皇地，屬於彭薩科拉山脈中福里斯特爾山脈的一部分，海拔高度1,145米，美國地質調查局根據測量和美國海軍拍攝的空中照片繪入地圖，現時由南極條約體系管理。